# Enmonodiops
Enmonodiops là một chi bướm đêm thuộc họ Erebidae.